# Кредо (видавництво)
Товариство з обмеженою відповідальністю "ВКБ-Кредо» — українське видавництво, головний офіс якого розташований у місті Київ, а основні промислові потужності — у Харкові. Також видавництво підозрюється у торгівлі з РФ під час війни, а власник, є зареєстрований як Фоп у т.зв ДНР.
Видавництво спеціалізується головним чином на дитячих книжках.
За зовнішнім виглядом книжки видавництва можна поділити на:

## Збірники казок
- Казки — книжки найбільшого формату.
- Казочки — книжки середнього формату.
- Збірники казок — книжки найменшого формату.

## Книжки-іграшки
- Серія «Ляльки» складається з книжок, присвячених таким улюбленим казковим героїням, як Дюймовочка, Білосніжка, Попелюшка та ін. Вони мають оригінальний дизайн, яскраві ілюстрації та порцелянову лялечку у подарунок, що порадує будь-яку дівчинку і посприяє активному розвитку її читацьких навичок.
- Серія «Оченята» — це картонні книжки-іграшки зі вставленими в портрети героїв пластмасовими очима. Вони створюють враження живості й природності персонажів, дають можливість сприймати їх не тільки зором, але й дотиком, поступово розвиваючи органи чуття.
- ▄ Серед нових видів книжкової продукції можна назвати книжки-карусельки, зроблені у вигляді картонних каруселей, книжки-панорамки з об'ємними зображеннями (у твердій матовій обкладинці, з вибірковим лакуванням), загадки-хованки з висувними елементами, книжки-сумочки на ізолоні, книжки-крейдянки у м'яких обкладинках із крейдованого паперу тощо. Є також і продукція, призначена для молодших школярів, зокрема — прописи. Дізнатися докладніше про вироби видавництва можна на його сайті.

## Книжки-картонки
Це картонні книжки, призначені для наймолодших читачів. Вони швидко і легко допоможуть малюкові навчитися самому читати по складах, рахувати на пальчиках, правильно вимовляти слова, засвоювати основні правила дорожнього руху, чемної поведінки та багато іншого. Одним словом, ці книжки, які складають різні тематичні групи, будуть гідними помічниками у вихованні дитини та сприятимуть гармонійному розвитку її здібностей.

## Новорічні книжки
Збірники новорічних віршів різного формату та змісту. Серед них — книжки-іграшки у вигляді казкових персонажів та новорічних атрибутів, а також великоформатні збірники казок. Вони оздоблені мерехтливими блискітками, які підсилюють чарівність святкової новорічної атмосфери під час читання.

## Контактна інформація

### Україна
- Адреса: 04655 Україна, Київ, вул. Вербова, 17;